# Mino Rosso
Mino Rosso (Castagnole Monferrato, 24 gennaio 1904 – Torino, 21 giugno 1963) è stato uno scultore e pittore italiano.
Nel 1926 entra a far parte del gruppo torinese futurista  con Fillia, Ugo Pozzo, Diulgheroff, Allimandi, Oriani e Costa con cui partecipò a diverse mostre a Torino e a Parigi. 

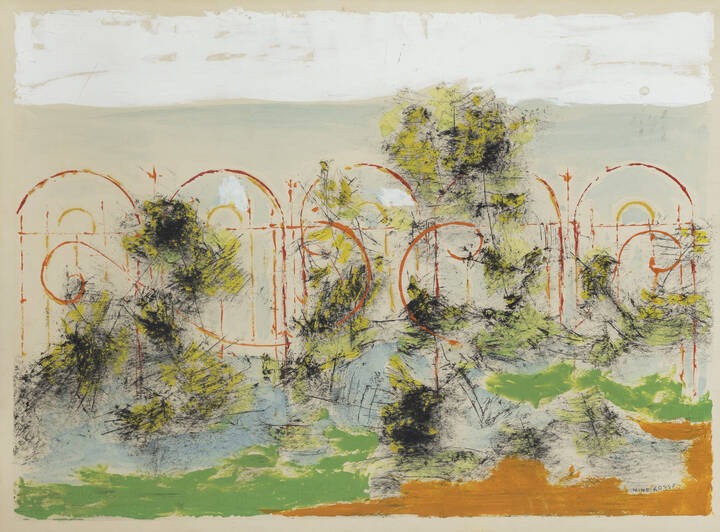
Mino Rosso, Composizione, 1960 c. - Parma, Collezione Privata

Nella capitale francese entra in contatto con Zadkine, Leger, Kandinskij, Severini e Prampolini.
La sua scultura di R. è una sintesi architettonica della scultura dettata dalla compenetrazione ritmica dei volumi e dal gioco dei vuoti e dei pieni.
Partecipa a diverse edizioni della Biennale di Venezia nel 1930, nel 1932, nel 1936, nel 1938, nel 1940 e nel 1960 e alla Quadriennale di Roma nel 1931, nel 1935. Nel 1965 la IX Quadriennale di Roma gli rende un omaggio postumo.
Nel dopoguerra R. si dedica prevalentemente alla pittura con ricerche che nascono dal futurismo, ma sono rivolte ad un intimismo espressionista e riguardano la simultaneità e la compenetrazione delle forme geometriche. 
Dal 1948 partecipa ai raduni di pittori a Bardonecchia organizzati da Renato Perego nell'Albergo Frèjus.

## Opere nei musei
- Torino, GAM - Galleria Civica d'Arte Moderna e Contemporanea Torino, Le Suore, 1930
- Torino, Fondazione De Fornaris, Andamento di forme, 1935
- Torino, Fondazione De Fornaris, Ritratto Astratto, 1929
- Torino, Fondazione De Fornaris, Ritratto di Marinetti, 1929
- Torino, Fondazione De Fornaris, Gli Amanti, 1932
- Torino, Fondazione De Fornaris, I Guerrieri, 1933
- Torino, Fondazione De Fornaris, Ritratto di Massimo Campigli, 1936

## Mostre personali
- 1946 Torino, Galleria La Bussola
- 1949 Torino, Galleria Il Grifo
- 1951 Torino, Galleria La Bussola
- 1952 Torino, Galleria Mastarone
- 1952 Torino, Galleria Il Grifo
- 1954 Torino, Galleria La Bussola
- 1956 Torino, Galleria Stampatori
- 1957 Roma, Galleria Aureliana
- 1967 Torino, Galleria Narciso
- 1966 Torino, Bottega Arte Borgopo
- 1967 Milano, Galleria Milano
- 1971 Genova, Galleria Il Vicolo
- 1973 Siena, Galleria Iacopo della Quercia
- 1976 Torino, Galleria Narciso
- 1977 Milano, Galleria Falchi
- 1981 Asti, Galleria La Fornace
- 1982 Torino, Art Club
- 1984 Bra, Galleria La Gibigianna
- 1986 Torino, Palazzo Barolo
- 2009 Padova, Galleria Civica Cavour

## Opere
- Pittore cubista, 1927
- Elementi in volo, 1927
- Corridori al traguardo, 1930
- Nuotatori in gara, 1930
- Lottatori, 1930
- Giocatori di palla ovale, 1930
- Nudo con conchiglia, 1931
- Suore, 1931
- Piani architettonici di una testa, 1931
- Donna col ventaglio, 1931
- Lanciere, 1932
- Il duce, 1934
- Volo, 1938
- La grande volta, 1938